# Auray
Auray / An Alre là một xã trong tỉnh Morbihan, thuộc vùng hành chính Bretagne của nước Pháp, có dân số là 10911 người (thời điểm 1999). Auray và Golfe du Morbihan cạnh đấy là các điểm du lịch được ưa thích. Nhà thờ St-Gildas trong xã có từ năm 1641.

## Nhân khẩu học
| 1962  | 1968  | 1975   | 1982  | 1990   | 1999   |
| ----- | ----- | ------ | ----- | ------ | ------ |
| 8.118 | 8.449 | 10 256 | 9.892 | 10 323 | 10 911 |